# Nude
Nude [njud'] je slovenska pop rock skupina. Skupina je nastala februarja 1993, do sedaj so v karieri odigrali več kot 1500 koncertov in javnih nastopov. Izdali so osem studijskih albumov, posneli dvajset videospotov, v njihovi zgodovini je bilo izdanih 46 njihovih skladb, ki so izšle kot radijski singli.
NUDE so dobitniki številnih priznanj, med drugim priznanje akademije Viktor za najbolj priljubljenega glasbenega izvajalca v Sloveniji, priznanja za prodajo nosilcev zvoka in posebno priznanje Mestne občine Celje – bronasti grb MOC za izjemne uspehe in promocijo mesta Celja doma in v tujini.

## Zasedba
- Boštjan Dermol - vokal
- Leon Posedel - kitara
- Gaber Marolt – bobni
- Marko Furek – bas
- Jernej Kirbis – klaviature

### Bivši člani
- Jernej Lipuš – kitara
- Vlado Kroflič – klaviature
- Luka Umek – kitara, klaviature, klavir
- Primož Pogelšek – bas
- Grega Peer – kitara
- Robert Jukič – bas
- Ivan Mijačević- klaviature
- Andrej Hočevar – bas
- Brina Zupančič – vokal, violina
- Miha Koren - bas
- Nino Šloser - klaviature
- Damijan Cigler - klaviaturist
- Dejan Štuhec – klaviature
- Teodor Amanović - Toš - kitara

## Založba
- Založba kaset in plošč RTV Slovenija (ZKP RTV SLO)

## Biografija

### Prva leta
Skupina je nastala leta 1993, ko sta se srednješolca, gimnazijca Gimnazije Lava, Celje,  Boštjan Dermol in Gaber Marolt, sicer sošolca, odločila ustanoviti glasbeno skupino, predvsem zaradi podobnega glasbenega okusa, ki se je raztezal od rock'n'rolla do starega rocka, moderne kitarske glasbe do brit popa. Takrat sedemnajstletnika poiščeta bežne znance iste šole, sicer dijake elektro smeri – Primoža Pogelška, Vladimirja Krofliča ter Jerneja Lipuša, ki so v tistem času že preigravali razne skladbe na priložnostnih prireditvah.  Po kratkem sestanku, kjer so se fantje pogovorili o skupnih namenih, so si razdelili vloge v skupini. Glede na dvanajstletno zgodovino petja pri pevskih zborih ter dramskih krožkih ni bilo nobenega dvoma da bo glavni vokalist v skupini Boštjan, Gaber, sicer klarinetist, bo prevzel vlogo bobnarja, Jernej kitaro, Vlado pa klaviature. Po dveh vajah je sledil prvi polurni koncert, na praznovanju rojstnega dne Boštjanove in Gabrove sošolke Špele. Skupina si je nadela ime »Every East«, kar bi sicer v prevodu pomenilo »vsak vzhod«, slišalo se je pa vsekakor zanimivo. Simbol skupine je bilo drevo – viharnik! Avtor prvega drevesa s soncem je bil Gabrov oče Boris, ki je simbol skupine narisal najprej na zunanjo opno Gabrovih bobnov, čez čas pa tudi na Jernejevo belo električno kitaro. Pet fantov je začelo s skupnimi vajami. Zadali so si cilje, ki so bili tako velikopotezni, da jim sami niso verjeli. Predvsem Primož je bil sprva precej skeptičen, a kasneje, ko so fantje dobili prostor za vaje v bližini celjske bolnišnice v Vili Sonja, se dogovorili za dve vaji tedensko v dolžini 4-8 ur, medtem ko bi tudi sami igrali pri drugih orkestrih (tamburaški orkester Akord, Celje, kjer so igrali Gaber, Primož in Jernej,  orkester glasbene šole Celje, kjer sta igrala Jernej in Gaber, orkester Vojnik, kjer je igral Vlado, Štorski pihalni orkester, kjer je igral Gaber) ali peli pri pevskih zborih (pevski zbor Tehnik; Boštjan, Gaber in Primož so peli pri mešanem mladinskem pevskem zboru Tehnik in z njim osvojili najprestižnejša pevska priznanja po Evropi - med drugim tudi srebrno plaketo Grand Prix Europe v Touru, Francija, leta 1992). Prepričljivi nastopi, glasbena in odrska rutina, redne vaje, odličen odziv občinstva – vse to je pripeljalo do razmišljanja o višjem nivoju – o avtorstvu skladb. Še pred tem se začnejo prva resna trenja v skupini, najprej zaradi izgube vadbenega prostora, saj je glasba oz. hrup, ki ga skupina povzroča v kleti Vile Sonje prehud za tako občutljivo okolje, kot je bolnišnično, klaviaturist Vlado skupino zapusti zaradi pomanjkanja časa in drugih osebnih ambicij, ostala četvorka pa skliče semijavno avdicijo na katero se odzoveta dva kandidata. Prvi igra klaviature, je soliden  vokalist in odličen trobentač, z izkušnjami in opremo, vozniškim izpitom in lastnim vozilom, drugi pride z očetovim sintetizatorjem na kolesu in prijateljem, popolnoma brezskrben, sicer malce preplašen, z željo, da bi raje igral kitaro kot klaviature, čeprav je igral v glasbeni šoli flavto in klavir. Nima vozniškega izpita, saj je veliko premlad, nima opreme, nima izkušenj…  a se fantje odločijo zanj, saj je mlad, zaletav, brezskrben, »freakovski« in neobremenjen, pravi veseljak, posluša Metallico in Nirvano, tako kot vsi ostali člani. Enoglasno se odločijo. Skupini se pridruži Luka Umek, ki začne svojo vlogo kot klaviaturist, kasneje ritem kitarist. Vmes so našli že nov vadbeni prostor v Krajevni skupnosti Lava, ki jim je odredila souporabo dela zaklonišča, ki ga je v tistem času zasedala celjska rockovska skupina »Baby zdravo«. Po manjših sporih glede vadbenega prostora se fantje odločijo da si poiščejo svoj avtonomen prostor na drugi strani taistega zaklonišča, kjer jih ne bo nobeden zajebaval in bodo plačevali svoje stroške in počeli kar bodo hoteli in kadar bodo hoteli. Tako se začne njihovo bivanje v zaklonišču, ki so mu nadeli ime »Plac«. Vaje so še vedno vsaj dvakrat tedensko, prostor so opremili tako dobro, da je bil z izjemo vlage in plesni, ki se je pojavila na stenah zaradi vlage, primeren za bivanje. V prostoru so imeli hladilnike, televizijo, tepihe, kavče, vse kar premore stanovanje. Večino časa so preživeli skupaj. Fantje se odlično ujamejo, veliko se zabavajo, spoznavajo ljudi, hodijo po koncertih, se družijo tako v šoli kot izven nje, praktično ustvarijo svojo veliko družino, kjer se počutijo odlično. Skupina je na demokratičnem glasovanju izbrala novo ime. »Every East« je zvenelo preveč deško, preveč najstniško, premalo uporno in izzivalno. Njihov največji koncert je bil pred nabito polno celjsko »Špico«, prostorom,kjer domujejo celjski športniki, še predvsem celjski kajakaši in kanuisti na divjih vodah, s katerimi so fantje sklenili tudi sicer posebne prijateljske vezi, kot predskupina Momčila Bajagiča – Bajage, na prvi turneji po samostojni Sloveniji, v času največje Jugonostalgije, ko je Bajaga predstavljal svojo ploščo največjih uspešnic »Bajaga – The best of«. V skladu s svojimi velikimi načrti in ambicijami je bilo med vsemi predlogi izbrano ime »NUDE«. Kratko in jedrnato – »goli, razgaljeni, odkriti, nagi, iskreni, odkritosrčni, brez dlake na jeziku«. Čisto v stilu imen skupin, ki so jih preigravali in idolizirali: »U2«, »Suede«, »Ash«, »Blur«, »Oasis«, »Nirvana«, »Metallica« »Radiohead«, »Pulp«, »Ocean colour scene«, »Midnight oil«, »Spin doctors«, »Stereo MC's« in drugih.  Začelo se je obdobje pisanja lastnih skladb, s katerim so NUDE postavili nove temelje, zastavili so si nove, višje cilje, udejanjili so se kot avtorji, kreativci.

## Diskografija

### Albumi
1. Predigra (ZKP RTVSLO, 1997)
2. Supermarket (ZKP RTVSLO, 1999)
3. Drugačna gravitacija (ZKP RTVSLO, 2001)
4. NUDE – 10LETje (ZKP RTVSLO, 2004)
5. Mal narobe (ZKP RTVSLO, 2005)
6. Sedem svetov (ZKP RTVSLO, 2009)
7. NUDE Live (ZKP RTVSLO, 2009)
8. Vzpon LCD generacije - Analogna ljubezen (ZKP RTVSLO, 2013)

### Kompilacije
- Različni izvajalci - Poletne uspešnice 1: Pokliči me nocoj in Poletne uspešnice 2: Greva na morje (ZKP RTVSLO, 2007)
- Dvajset (ZKP RTVSLO, 2013)

### Posnetki koncertov in zbirke videospotov
- Povejmizakaj pesem (režija NUDE)
- Povejmizakaj pesem (režija Hanna W. Slak)
- Kamni (režija Arne Brejc)
- Luna se gunca (režija NUDE)
- Zid (režija NUDE)
- Rola (režija Aleš Žemlja)
- Ši'z d bes (režija Branko Đurić – Đuro)
- Pri vodnjaku (režija Branko Đurić – Đuro)
- Narobe svet (režija Aleš Žemlja)
- Ni čist greh (režija Aleš Žemlja)
- Razlog (režija Aleš Žemlja)
- Polja sanj (režija Tomaž Štrucl)
- Budala (režija NUDE)
- Yoompin (režija Aleš Žemlja)
- Mambo love (režija Luka Umek)
- Pozabi (režija NUDE)
- Padam v ljubezen (režija Luka Umek)
- No more war (režija Maja Weiss, Peter Bratz)
- Zadnji poljub (režija deLucca)
- Najlepša pesem

### Ostali posnetki in oddaje:
- Sobotna noč (režija Njegoš Maravič)
- Sobotna noč Nude & Đavoli (režija Samo Milavec)
- Viktorji 2002 (režija Petar Radović)
- NUDE in Peter Poles – NOD TVS (režija )
- Proslava dneva samostojnosti 2003 (režija Tomaž Štrucl)
- NUDE 10LETje – kratek film (režija NUDE)

### Singli
- Povejmizakaj pesem (album »Predigra«)
- Od Cjela do Žalca (album »Predigra«)
- Bič (album »Predigra«)
- Zid (nikoli objavljeno)
- R'd te 'mam (nikoli objavljeno)
- Luna se gunca (album »Predigra«)
- Kamni (album »Predigra«)
- Vesoljka (album »Supermarket«)
- Rola (album »Supermarket«)
- Balon (album »Supermarket«)
- Balon (remix by Random Logic)
- Ši'z d bes (album »Supermarket«)
- Pepelka (rad te imam) (album »Supermarket«)
- Pepelka (rad te imam) (remix) (CD »Beli album«)
- Pri vodnjaku (album »Supermarket«)
- Iz pekla v raj (album »Supermarket«)
- Superstar (album »Supermarket«)
- Narobe svet (album »Drugačna gravitacija«)
- Ni čist greh (album »Drugačna gravitacija«)
- Himna (album »Drugačna gravitacija«)
- Budala (album »Drugačna gravitacija«)
- Razlog (album »Drugačna gravitacija«)
- Polja sanj (album »Drugačna gravitacija«)
- Polja sanj (live & acoustic) (single CD »Nekje vmes«)
- Nekje vmes (single CD »Nekje vmes«)
- Dvigneš me (album »NUDE – 10 LETje«)
- Tako lepo si zlomila mi srce (album Mal narobe)
- Tako lepo si zlomila mi srce (remix by Tokio)
- Kere hude bejbe (album »Mal narobe«)
- Kere hude bejbe (NUDE feat. Nikolovski) (ni uradno izdano na nosilcu zvoka)
- Mal narobe (album »Mal narobe«)
- Nočem domov (album »Mal narobe«)
- Jumpin (Yoompin) (album »Mal narobe«)
- Zadnji rok (album »Mal narobe«)
- Spomin na maj (album »Mal narobe«)
- Element L (album "Sedem svetov")
- Padam v ljubezen  (album "Sedem svetov")
- Zavpij na glas!  (album "Sedem svetov")
- Pozabi (album "Sedem svetov")
- Izpolniva želje (album "Sedem svetov")
- No more war! (album "Sedem svetov")
- Mambo love (album "Sedem svetov")
- Najlepša pesem (album "Vzpon LCD generacije")
- Navijala Slovenija
- Zadnji poljub (album "Vzpon LCD generacije")
- Dan ljubezni (album "Vzpon LCD generacije")
- Še imam te rad (album "Vzpon LCD generacije")
- Vesele pesmi

### Dueti in sodelovanja
- Lara Baruca (Lara B) (skladba »Superstar« live na Sobotni noči)
- Darko Nikolovski (Sami norci) (skladba »Kere hude bejbe«)
- Mateja Starič (skladba »Superstar« , plošča »Supermarket«)
- Alya (skladba »Kere hude bejbe«) (NOD)
- STOP (Slovenski TOlkalni Projekt) (skladba »Nekje vmes«, single »Nekje vmes«)
- Grega Gubenšek (skladba »Ši'z d bes«)
- Andrej Sraka (skladba »Ši'z d bes«)
- Janez Senegačnik (skladbi »Mal narobe«, »Loola«)
- Vid Žgajner (skladbi »Mal narobe«, »Loola«)
- Tadej Rozman (skladbe »Spomin na maj«, »Nimam več solz«, »Mal narobe«, »Nočem domov«, »Oko«, »Zadnji rok«)
- Žare Pak (skladbe »Loola«, »Yoompin«, »Pri vodnjaku«, »Jaz in ti«)
- Neno Belan (skladbe »Ši'z d bes«, »Iz pekla v raj«, »Pepelka«, »Jaz in ti«)
- Grega Zemljič (skladbi »Pogrešam te«, »Superstar«)
- Marko Crnčec (skladbe »Nočem domov«, »All that I want«, »Spomin na maj«)
- Cvetana Rozman (skladba »Nočem domov«)
- Jani Hace (skladbe »Laži«, »Polja sanj«, »Odiseja«, »Reš me«, »Koko«, »Ni čist greh«, »Kdo ve«, »Razlog«, »Himna«, »Budala«)
- Katarina Habe (skladbi »Laži«, »Razlog« )
- Eva Hren (skladbi »Laži«, »Razlog«)
- Primož Hladnik (skladba »Laži«)
- Grega Vidmar (skladba »Oko«)
- Aleš Petrovčič (skladba »Pogrešam te«)

## Nastopi na glasbenih festivalih

### EMA
- 1999: Ši'z d bes (Gaber Marolt, Primož Pogelšek - Gaber Marolt, Primož Pogelšek - Žarko Pak) - 10. mesto (7 točk)
- 2001: Ni čist greh (Boštjan Dermol - Gaber Marolt - Primož Pogelšek) - 8. mesto (6 točk)
- 2005: Tako lepo si zlomila mi srce (Gaber Marolt, Boštjan Dermol, Teodor Amanović - Boštjan Dermol, Gaber Marolt - Nude) - 6. mesto (4.401 telefonskih glasov)
- 2007: Element L (Teodor Amanović - Gaber Marolt - Nude) - 5. mesto (9.136 telefonskih glasov)
- 2014: It's Gonna Be Ok! (Gaber Marolt - Gaber Marolt - Teodor Amanović)